# Петр Крумханзл
Петр Крумханзл (чеськ. Petr Krumphanzl; нар. 6 травня 1966, Градець-Кралове, Чехословаччина) — чеський математик та банкір. Із січня 2018 по січень 2021 року голова правління ПриватБанку.

## Біографія
Петр Крумханзл народився 6 травня 1966 року в місті Градець-Кралове, нині Чехія. Протягом 1984—1989 років навчався у Карловому університеті в Празі, отримав докторський ступінь з математики.
У 2004—2008 роках працював операційним директором у чеському «Raiffeisenbank CZ». Протягом 2008—2011 років — операційний директор банку «Райффайзен Банк Аваль».
Працював у компанії «Interim Management & Consulting», а з 2013 року був членом правління з операційних питань в державній австрійській компанії з управління проблемними активами «Heta Asset Resolution». Також був членом правління з операційних питань «Home Credit China» у Китаї.
10 січня 2018 року наглядова рада Приватбанку призначила Петра Крумханзла його головою правління.
Володіє п'ятьма мовами. Окрім рідної чеської, добре володіє англійською, російською, німецькою та японською. Крумханзл має право викладати бойові мистецтва і входить до керівництва чеської федерації одного з відгалужень айкідо. Бойовим мистецтвам та мові він навчався з 1992 по 1996 роки в Японії.